# Buformină
Buformina este un medicament antidiabetic derivat de biguanidă și a fost utilizat în tratamentul diabetului zaharat de tipul 2. Calea de administrare disponibilă era cea orală.
Medicamentul a fost sintetizat în anul 1957. A fost retras de pe piață datorită riscului ridicat de a induce acidoză lactică. A fost disponibil în România sub denumirea comercială de Silubin.

## Sinteză

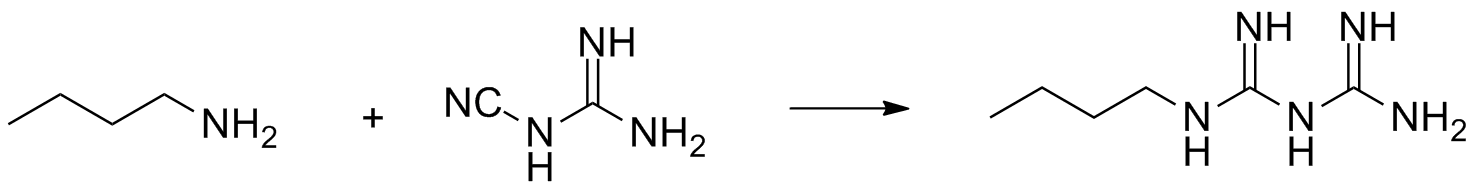
Sinteza buforminei: Shapiro, Freedman, (1960 - USV).